# Veronica Falls
I Veronica Falls sono un gruppo musicale alternative rock/indie pop britannico formatosi a Londra nel 2009. La band si è formata dall'unione di altri due gruppi: i Sexy Kids di Roxanne Clifford (voce e chitarra) e Patrick Doyle (batteria) e gli Your Twenties di James Hoare (chitarra), con l'aggiunta della bassista Marion Herbain.

## Formazione
- Roxanne Clifford - voce, chitarra
- James Hoare - chitarra, voce secondaria
- Patrick Doyle - batteria, voce secondaria
- Marion Herbain - basso

## Discografia
- 2011 - Veronica Falls
- 2013 - Waiting for Something to Happen